# We Are on the Edge: A 50th Anniversary Celebration
We Are on the Edge: A 50th Anniversary Celebration ist ein Jazzalbum des Art Ensemble of Chicago. Die Aufnahmen entstanden in der Bethlehem Church of Christ in Ann Arbor vom 16.- 20. Oktober (CD 1/Studio) und auf dem folgenden Edge Fest am 20. Oktober 2018 in Ann Arbor (CD2/Live). Dabei wirkten die beiden letzten lebenden Mitglieder des Art Ensembles in der Besetzung der Gruppe in den frühen 1970er-Jahren mit, der Saxophonist Roscoe Mitchell und der Schlagzeuger Famoudou Don Moye mit. Die Aufnahmen erschienen am 26. April 2019 auf Pi Recordings.

## Hintergrund
Das siebzehnköpfige Orchester umfasst bekannte Namen wie die Flötistin Nicole Mitchell und die Cellistin Tomeka Reid. Bassist Jaribu Shahid trat dem Art Ensemble bei seinem letzten Studioalbum bei und ersetzte Malachi Favors bei Non-Cognitive Aspects of the City (Pi Recordings, 2006). An die Stelle von Trompeter Corey Wilkes, der Lester Bowie auf demselben Album ersetzte, treten hier Hugh Ragin und Fred Berry. Zu dem Ensemble gehörten auch eine kleine Streichergruppe, vier Schlagzeuger (einschließlich Don Moye), Live-Elektronik und mehrere Musiker, die auch Gesang beisteuerten.
Roscoe Mitchell, das letzte Mitglied der Gründungsbesetzung des Art Ensemble of Chicago, sagte, dass er für die Produktion eine Reihe von Musiker-Kollegen zusammengebracht hat, um vor allem ehemalige Mitglieder dieses mächtigen Avantgarde-Jazz-Kollektivs zu ehren, die inzwischen verstorben sind. „Lester Bowie, Shaku Joseph Jarman und Malachi Favors Maghostut gewidmet“, heißt es auf dem Cover. Der Doppel-CD-Set enthält 12 Studioaufnahmen und einen Live-Auftritt aus Michigan 2018. Bei den Studioaufnahmen mit insgesamt 18 Interpreten werden einige ältere Stücke des Art Ensembles inmitten mehrerer neuer Kompositionen neu interpretiert. „Variations and Sketches from the Bamboo Terrace“ ist ein Orchesterwerk Roscoe Mitchells aus den späten 1980er-Jahren, hier mit der Stimme von Rodolfo Cordova-Lebron, einem Opernsänger. Auf der anderen Seite der Vokalkunst ist Camae „Moor Mother“ Ayewa angesiedelt, deren Slam-Poetry-Texte den Titeltrack und „I Greet You with Open Arms“ beleben, sowie die ruhigere Flöten- und Handtrommel-Nummer „Mama Koko“.
„Chi-Congo 50“ war ursprünglich eine Komposition von Malachi Favors aus dem Jahr 1970, ist hier eine von der Perkussion geleitete Darbietung, in der Titos Sompa und Enoch Williamson präsentiert werden, die beide von Anfang an im Orbit der Gruppe präsent waren, sowie Famoudou Don Moye, nach Mitchell das langjährigste Mitglied. „Saturday Morning“ und „Fanfare and Bell“ heben die rhythmischen und klassischen Neigungen des Art Ensembles hervor, wobei die Cellistin Tomeka Reid auf letzterem präsent ist. Das Stück „Oasis at Dusk“, das die erste CD abschließt, ist Plattform für Mitchells Saxophon. Die Version von „Oasis ...“, die auf der zweiten (Live-)CD erscheint, wurde nur wenige Tage nach der Studioaufnahme aufgenommen, hat jedoch eine deutlich andere, von den Flöten dominierte Ausrichtung. Es folgt eine 19-minütige Version von „Tutanchamun“ (ein weiterer Titel von Favours); Mitchell stellt am Ende im Verlauf von „Odwalla“ (ein Titel vom Live-Album Bap-Tizum aus dem Jahr 1972) die gesamte Band vor.

## Titelliste

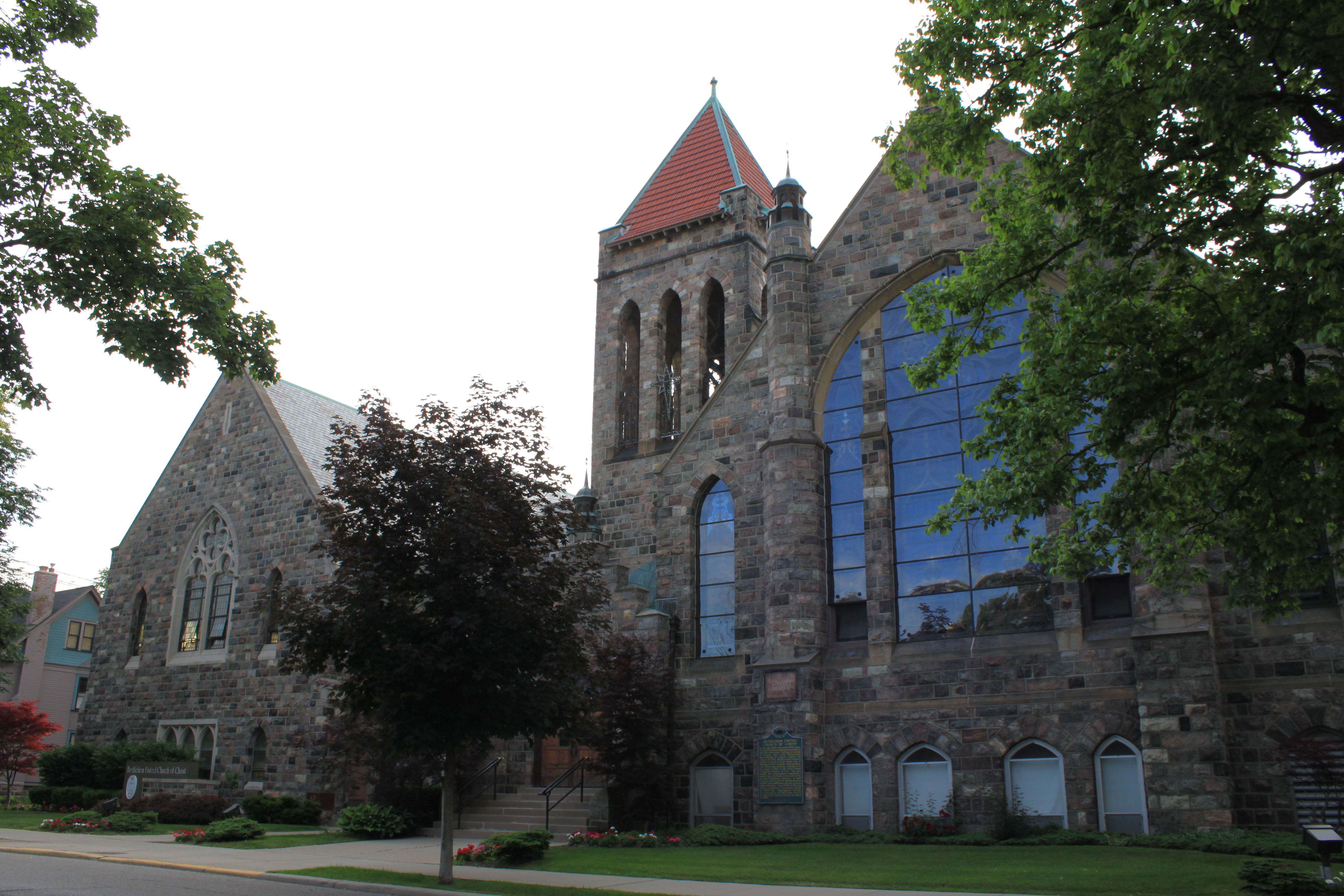
Die Bethlehem United Church of Christ, 430 South Fourth Avenue, Ann Arbor, Michigan, der Ort der Studioaufnahmen.

- The Art Ensemble of Chicago: We Are on the Edge: A 50th Anniversary Celebration (Pi Recordings PI80)

Disc One [Studio]
1. Variations and Sketches from the Bamboo Terrace 7:49
2. Bell Song 6:38
3. We Are on the Edge 6:21
4. I Greet Yoy With Open Arms 6:18
5. Chi-Congo 50 9:42
6. Jamaican Farewell Part I 1:26
7. Villa Tiamo 1:24
8. Saturday Morning 4:34
9. Jamaican Farewell Part II 1:40
10. Mama Koko 7:40
11. Fanfare and Bell 6:48
12. Oasis at Dusk 8:13

Disc Two – Recorded Live at Edgefest, Ann Arbor, MI
1. We Are on the Edge / Cards 15:30
2. Oasis at Dusk 8:58
3. Chi-Congo 50 2:38
4. Tutankhamun 19:29
5. Mama Koko 11:06
6. Saturday Morning 5:16
7. Odwalla / The Theme 8:02

## Rezeption

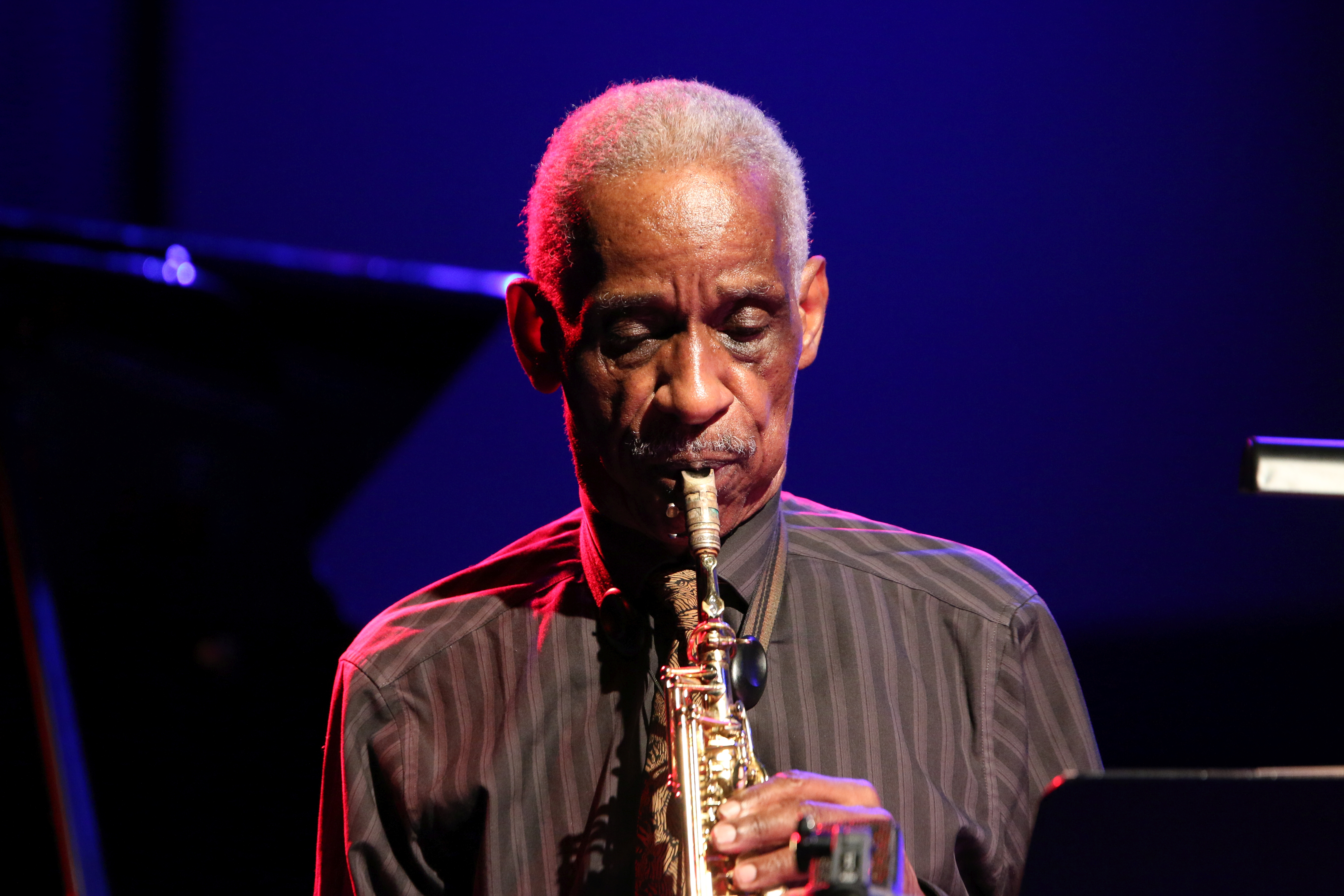
Roscoe Mitchell (auf dem Deutschen Jazzfestival 2015)

Das Album erhielt durchweg positive Rezensionen; Giovanni Russonello (The New York Times) und Chris Barton (Los Angeles Times) zählten es zu den zehn besten Jazzalben des Jahres 2019. Nach Ansicht von Giovanni Russonello würden Puristen wohl beklagen, dass das frisch renovierte Art Ensemble so wenig mit dem klassischen fünfteiligen Outfit der 1970er- und 1980er-Jahre zu tun hätte. Schließlich wären die meisten Mitglieder dieser Gruppe tot. Doch unter der Leitung von Roscoe Mitchell und Famoudou Don Moye werde die neue Besetzung zu einem anderen Ort: einem Ort, an dem sich Holzbläser und Streicher mit der radikalen Poesie von Moor Mother beschäftigen können und an dem wenige Augenblicke später ein Korps von Schlagzeugern einen 10-minütigen, pseudokaribischen Vamp beginnt. Hier blicke eine der führenden Lichtgestalten der kreativen Musik auf seine dynamische Geschichte zurück, unterstützt von über einem Dutzend gleichgesinnten Mitarbeitern, notierte Chris Barton. Man erlebe, wie die Musiker „ein zeitloses, genrewidriges Erbe zelebrieren, das viele der hier (und anderswo) mitwirkenden Musiker geprägt hat, um dieses Vermächtnis in lebendiger Bewegung zu halten“.
Karl Ackermann (All About Jazz) notierte, dies „ist kein Projekt, das eine deutliche Ähnlichkeit mit der Musik der Vergangenheit des AEoC aufweist. Während Mitchell und Moye noch tief in der Avantgarde verankert sind, fungieren sie heute als Aushängeschilder einer vielseitigen Big Band.“ We Are on the Edge werde wahrscheinlich nicht von allen AEoC-Fans begrüßt, meint der Autor, obwohl es viele der zerebrierenden und temperamentvollen Eigenschaften der ursprünglichen Gruppe aufweise. Die Betonung der Vokalisierung bei dem Album sei seit 1970, als Bowies verstorbene Frau Fontella Bass mit der Gruppe zwei Alben aufgenommen hatte, kein dominierendes Merkmal des Art Ensembles gewesen.
Ebenfalls in All About Jazz schrieb Mark Corroto, mit dieser erweiterten Ensemblegröße seien Moye und Mitchell in ihrem Element, und die Live-CD, die fünf Kompositionen aus den Studioaufnahmen wiederholt, bringe die Sache auf eine andere Ebene. Man versteht, warum die frühen Art-Ensemble-Aufnahmen live waren; „es gab eine konzertierte Anstrengung, die Essenz der Band einzufangen, und das ist, dass diese Musik ein lebendiges Wesen ist. In der Tat ist das Set aus der Bethlehem Church of Christ in Ann Arbor so lebendig wie die Musik, die das Art Ensemble in den letzten 50 Jahren veröffentlicht hat. Es lebe das Art Ensemble von Chicago.“

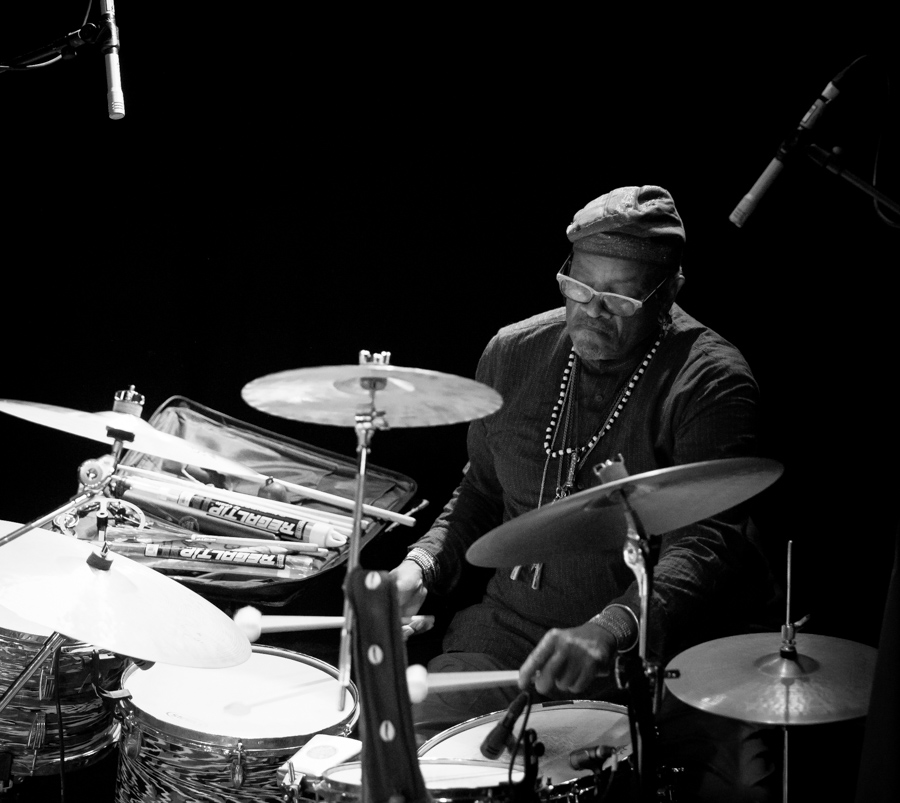
Don Moye mit dem Art Ensemble of Chicago beim Kongsberg Jazzfestival 2017

Thom Jurek verlieh dem Album in Allmusic vier (von 5) Sterne und lobte, das Zusammenspiel der Musiker sei intuitiv, ökonomisch und gleichzeitig fröhlich und von den Gründern des Art Ensembles inspiriert. einzelne Spuren in die Vergangenheit würden dabei so gut wie gelöscht, als im Studio ein auffälliges, spontanes Ganzes entstehe. Die Interpretationen einiger früherer und älterer Werke würden zu verschiedenen lebenden Organismen; sowerde etwa das Titelstück des Albums nicht als feierliche Erkundung von Klang und Poesie geliefert, sondern als langes Kammerstück mit Terrain für freie Improvisation. „Oasis at Dusk“ vereine afrikanische Folk-Rhythmen und hartgesottenen, avantgardistischen Soul-Jazz mit einem Flötensolo von Nicole Mitchell. Es gibt auch eine Darbietung von Favours’ „Tutankhamun“, die eine Brücke zwischen Post-Bop, Funk und aggressiver Improvisation schlage, während sich das Live-Stück „Mama Koko“ wie ein Volkslied entfalte, bevor es sich in Jazz verwandele. Das Live-Stück „Saturday Morning“ sei eine perkussive Studie in Harmonie und Dynamik, bei der wirbelnde Blech-, Rohr- und Holzbläser-Improvisationen die Beat-getriebene Kulisse mit Schärfe versehen, da drängende, feierliche Vokalululationen eine ansonsten alles andere als verborgene melodische Aussage ausdrücklich hervorheben. Die Bandbreite der Äußerungen des Ensembles in We Are on the Edge sei überwältigend, resümiert Jurek. „Mitchell und Moye erklären eindringlich, dass sie das kraftvolle, grenzenlose kreative Ethos der AEC in die sechste Dekade tragen werden.“
Was bei diesen Auftritten vielleicht fehlt, meinte Will Layman (Pop Matters), ist die Art von freiem Swing, mit dem das alte Art Ensemble so erfreuend war. „Sie swingten nicht wie eine Straight-Ahead-Band, aber sie hatten einen heftigen Swing obgleich nur einen unglaublichen Pfeil im riesigen Köcher der Band. Der letzte Song im Live-Set, das alte ‚Odwalla/The Theme‘ der Band, hat etwas von diesem Gefühl, aber es gibt hier nichts, das wirklich an der alten Geschichte rüttelt, an dem Verständnis, dass diese Great Black Music auch bei Jimmy Blanton und Sam Woodyard verwurzelt ist, dass diese Jungs Basie und Bechet, Mingus und Monk so sehr liebten, wie sie von einer Schule kamen, die sich von all dem freimachte.“ Aber das sei okay, resümiert der Autor. We Are on the Edge müsse nicht alles sein, was das Art Ensemble in mehr als drei Jahrzehnten vielfältiger Musik erlebte. Es ist doch besser, dass die neue Aufnahme mit so vielen neuen Musikern es wage, neu zu sein, wie es das Art Ensemble immer empfunden hat. Und es zeige eine neue Richtung von Roscoe Mitchell, neue Überlegungen zu Kompositionen von Lester Bowie und Malachi Favours, frische Grooves von Don Moye und ein klares Gefühl dafür, wie diese Tradition, Ancient to the Future, mit der vitalsten kreativen Musik von heute verbunden ist.